# プリンプリン物語 (曲)
「プリンプリン物語」は、1979年6月21日に発売された、石川ひとみの5枚目のシングルである。

## 解説
- 1979年4月から1982年3月までNHK総合テレビで放送された人形劇『プリンプリン物語』の主題歌である。ただし、放送ではレコード盤とは異なるバージョンが使用されていた。
- レコードジャケットには、本番組の人形美術を担当した友永詔三が制作したキャラクター、プリンセス・プリンプリン、ボンボン、オサゲ、カセイジンの人形写真が採用されている。
- B面の「ハッピー・アドベンチャー」は、毎週金曜日の放送の最後にスタッフロールを流す際に使われていた楽曲である。こちらも、放送ではレコード盤とは異なるバージョンが使用されていた。
- 石川は後年、「まちぶせ」のヒットについて語る際、同曲が自分にとって10枚目のシングルであるため、期するところがあったと話すことが多いが、これは本作を除いてカウントされた数字であり、実際には「まちぶせ」は石川ひとみ名義の11枚目のシングルである。
- 石川は『プリンプリン物語』について、「自分の表現者としての発端であり、全てです。」と語るほど思い入れが深い。[1]それゆえ本曲は、『プリンプリン物語』・NHK連続人形劇関連以外の石川のミニライブ、参加イベントなどで歌唱される機会が極めて多い。

## 収録曲
- 両楽曲共に、作詞：石山透／作曲・編曲：馬飼野康二

### Side:A
1. プリンプリン物語（2分43秒）

### Side:B
1. ハッピー・アドベンチャー（2分31秒）